# Казанка (посёлок городского типа, Николаевская область)
Каза́нка — посёлок городского типа (до 1967 г. село) в Баштанском районе Николаевской области.

## Географическое положение
Расположен в 9 км от ж/д станции Казанка.

## История
В ходе Великой Отечественной войны 14 августа 1941 года село оккупировали наступавшие немецкие войска, 9 марта 1944 года его освободили войска 3-го Украинского фронта.
В 1967 году село Казанка преобразовано в посёлок городского типа.
1972 году на въезде в Казанку со стороны Кривого Рога (на месте, где 9 марта 1944 года состоялся танковый бой) в качестве памятника был установлен танк Т-34 с номером "271" - в честь танкового экипажа И. И. Калины, который в числе первых ворвался в расположение противника во время боя за село.

## Население
В январе 1989 года численность населения составляла 9030 человек.
По состоянию на 1 января 2013 года численность населения составляла 7252 человек.

### Языковой состав
Родной язык населения по данным переписи 2001 года:
| Язык       | Численность, чел. | Доля     |
| ---------- | ----------------- | -------- |
| Украинский | 7 710             | 92,82 %  |
| Русский    | 524               | 6,31 %   |
| Другие     | 72                | 0,87 %   |
| Итого      | 8 306             | 100,00 % |

## Экономика
- элеватор[5]